# Altrippe

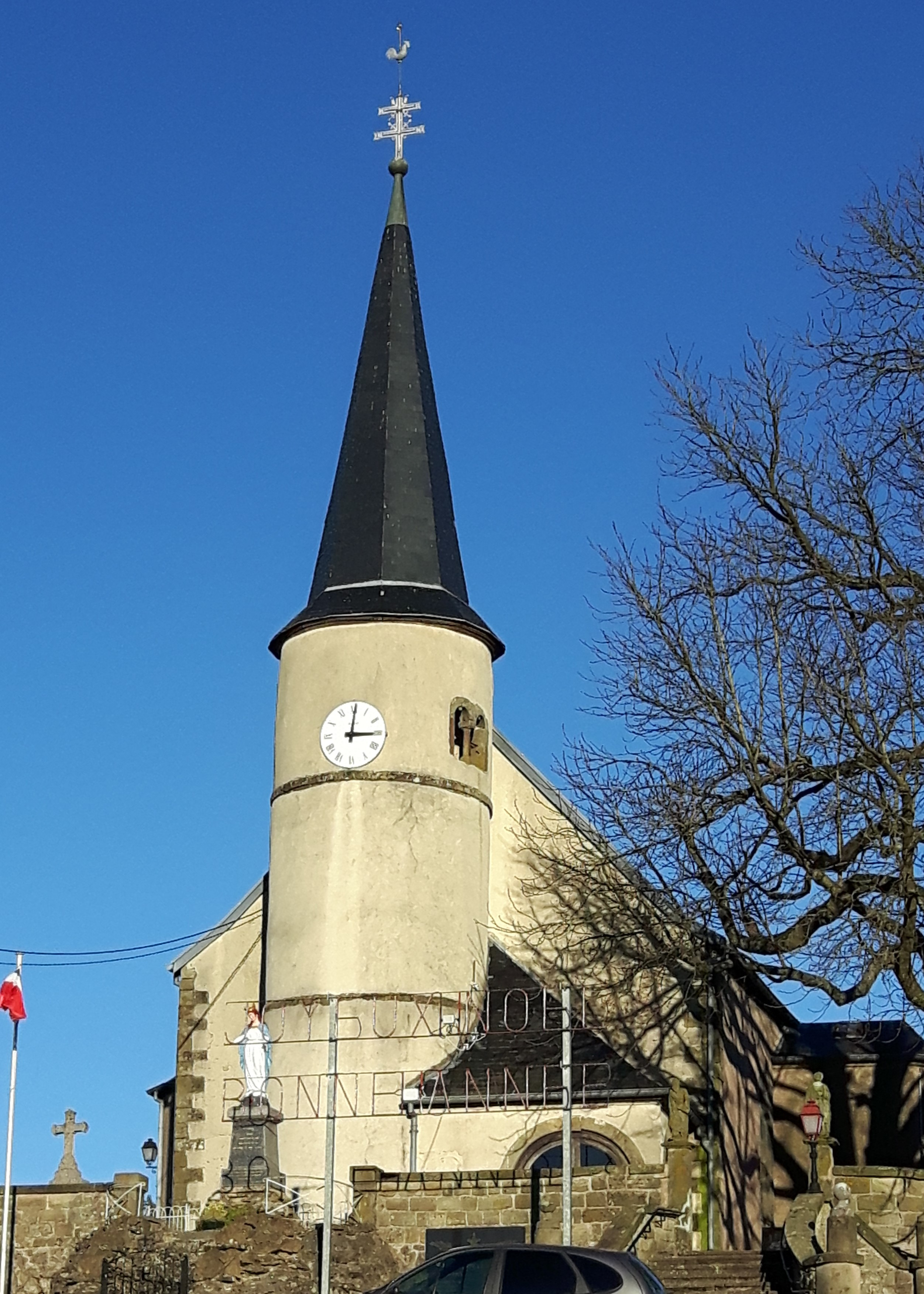
Rundturmkirche St. Peter (Saint-Pierre)

Altrippe (deutsch Altrip) ist eine französische Gemeinde mit 368 Einwohnern (Stand 1. Januar 2022) im Département Moselle in der Region Grand Est (bis 2015 Lothringen). Sie gehört zum Arrondissement Forbach-Boulay-Moselle.

## Geographie
Die Gemeinde liegt in Lothringen, etwa 55  Kilometer ostsüdöstlich von Metz, 25 Kilometer südsüdwestlich von Forbach und acht Kilometer nordöstlich von Großtänchen sowie zehn Kilometer Luftlinie südöstlich von Saint-Avold (Sankt Avold) auf einer Höhe zwischen 239 und 325 m über dem Meer. Das Gemeindegebiet umfasst 4,87 km².
Zur Gemeinde gehören die beiden Wohnplätze Herrenwaldhof Nord und Süd.

## Geschichte
Das Dorf lag früher auf dem Territorium des Heiligen Römischen Reichs und gehörte 1358 mit Sankt Avold dem Bistum Metz und dann dem Herzogtum Lothringen. Ältere  Ortsbezeichnungen sind Altruppe (1248), Altruppen (1312), Altropen (1314), Altrippen (1358), Altrouppen, Altirppen  (1544), Oltripen (1627)  und Altruppe (18. Jh.).
Durch den Frankfurter Frieden vom 10. Mai 1871 kam das Gebiet an das deutsche Reichsland Elsaß-Lothringen, und das Dorf wurde dem Kreis Forbach im Bezirk Lothringen zugeordnet. Die Dorfbewohner betrieben Getreidebau (Weizen) und Viehzucht.
Nach dem Ersten Weltkrieg musste die Region aufgrund der Bestimmungen des Versailler Vertrags 1919 an Frankreich abgetreten werden. Im Zweiten Weltkrieg war die Region von der deutschen Wehrmacht besetzt.

### Bevölkerungsentwicklung
| Jahr      | 1962 | 1968 | 1975 | 1982 | 1990 | 1999 | 2007 | 2019 |
| Einwohner | 240  | 233  | 272  | 308  | 369  | 404  | 429  | 370  |